# Pawlo Hubarjew

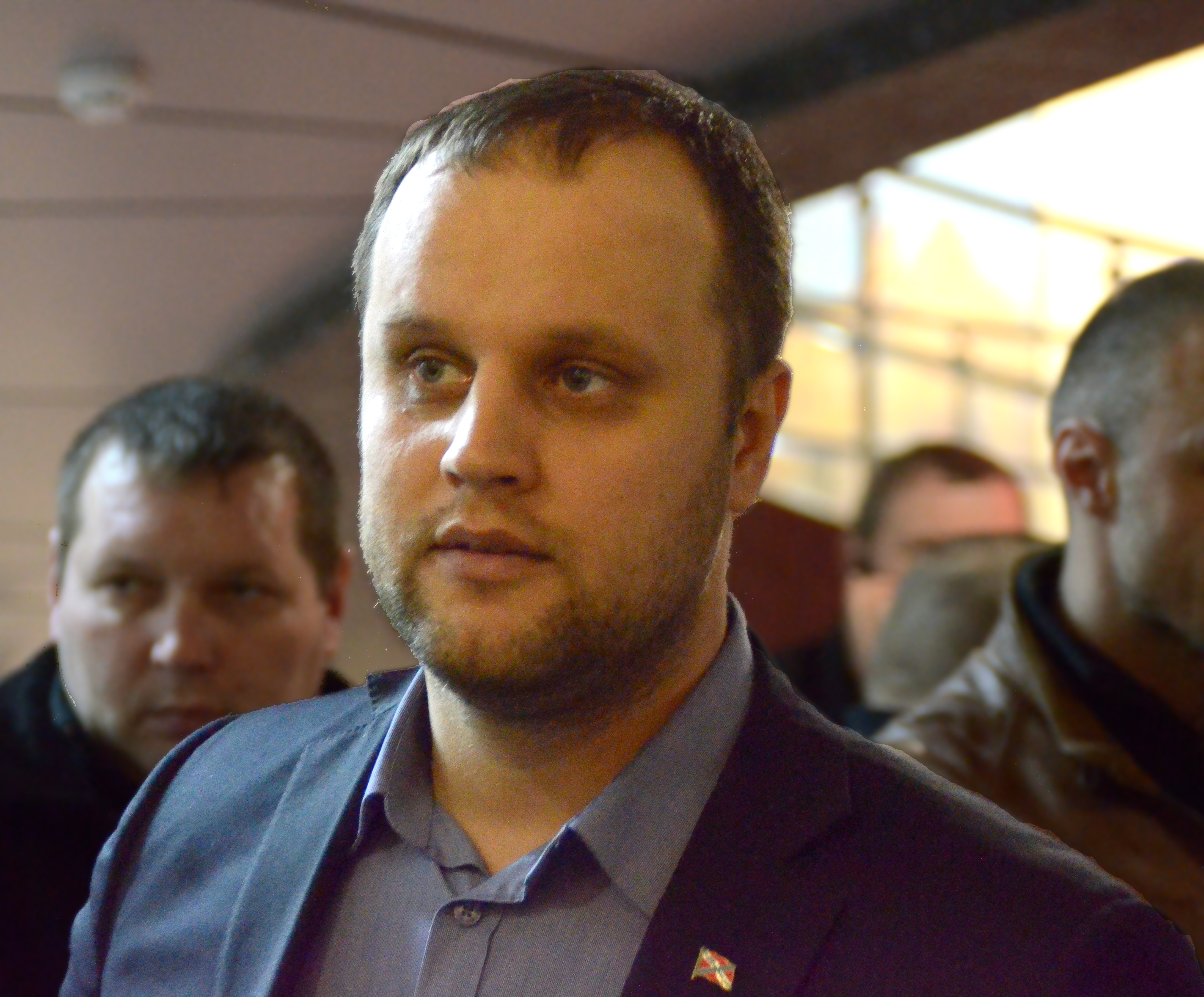
Pawlo Hubarjew (2014)

Pawlo Jurijowytsch Hubarjew (ukrainisch Павло Юрійович Губарєв; transkribierter russischer Name Pawel Jurjewitsch Gubarew; * 10. Februar 1983 in Sjewerodonezk, Oblast Luhansk, Ukrainische SSR) ist ein ukrainischer Politiker und Wortführer der prorussischen Bewegung in der Ostukraine. In der Zeit vor dem russischen Krieg in der Ukraine war er Berater eines Bezirksrat-Kandidaten der Starken Ukraine in Donezk und noch früher selbst Abgeordneter der Progressiven Sozialistischen Partei der Ukraine in einem Donezker Bezirksrat. In seiner Jugend war Hubarjew Mitglied der Neonazi-Organisation Russische Nationale Einheit.

## Leben

### Ausbildung
Pawlo Hubarjew studierte an der Nationalen Universität Donezk, wo er einen Abschluss in Geschichtswissenschaften erwarb. Er arbeitete nach dem Studium als Angestellter einer Werbeagentur. In Werbevideos und Fotos der Donezker Firma Morozko, die Weihnachtsmänner vermittelt, schlüpfte er in die Rolle von Väterchen Frost.

### Politische Karriere vor 2014
Hubarjew war in frühen Jahren ein Mitglied der paramilitärischen Neonazi-Organisation Russische Nationale Einheit. Im Juni 2014 sagte er über seine ehemalige Mitgliedschaft in der RNE, dass diese schon zwölf Jahre zurückliege und er damals „jung und ein Hitzkopf“ gewesen sei. Dankbar wäre er der Organisation für ihre militärische Ausbildung, welche es in dieser Form in der Ukrainischen Armee nicht gäbe. Sich selbst bezeichnete er als russischen Nationalisten mit dem Vorbehalt, dass echter russischer Nationalismus nicht ethnisch, sondern „spirituell und universell“ sei. Hubarjew beschrieb seine aktuellen politischen Ansichten als „nationalen Patriotismus mit linkszentristischem Einschlag“ und sagte, dass Russen und Ukrainer ein Volk wären, was manche Ukrainer einfach nur vergessen hätten. Er betonte, dass er kein Rechtsradikaler sei.
Nach seiner Mitgliedschaft in der Russischen Nationalen Einheit trat Pawlo Hubarjew 2005 in die später verbotene Progressive Sozialistische Partei der Ukraine ein. Diese lehnte den Westen, die Vereinigten Staaten, Globalisierung und den Internationalen Währungsfonds ab und plädierte für einen Beitritt in die Russische Föderation. Hubarjew wurde als Abgeordneter der PSPU in den Bezirksrat des Kuibyschewski-Rajons von Donezk gewählt und stieg dort zum Vorsitzenden der Fraktion „Volksopposition“ auf, welche sich aus PSPU und der Partei „Rus“ zusammensetzte. In dieser Funktion erklärte er den Rajon Kuibyschewski im Juni 2006 zum „NATO-freien Territorium“ und bezeichnete „NATO-Besatzer“ als echte Bedrohung für das Land. Hintergrund war eine Reihe von Anti-NATO Protesten auf der Krim, die durch eine geplante gemeinsame Militärübung der Ukraine und den Vereinigten Staaten ausgelöst wurden. 2007 ließ Hubarjew sein Mandat ruhen, laut eigener Aussage nachdem er die „Fakten der bürokratischen Gesetzlosigkeit“ gesehen habe.
Im Oktober 2010 arbeitete Pawlo Hubarjew als Berater eines Abgeordnetenkandidaten der Partei Starke Ukraine für den Bezirksrat des Donezker Kirowskij-Rajons. In dieser Funktion bezichtigte er zusammen mit Beobachtern anderer oppositioneller Parteien die lokale Wahlkommission der versuchten Wahlfälschung und wurde daraufhin von Unbekannten angegriffen.

## Prorussische Aktivitäten im Donbass ab 2014

### 2014
Am 1. März 2014 stürmten Aktivisten der „Volkswehr Donbass“ unter Hubarjews Führung das Gebäude der Regionalverwaltung der Oblast Donezk in Donezk. Sie hissten die russische Flagge und drängten die Deputierten ein „Referendum“ über die Zukunft der Oblast anzusetzen. Da diese das nicht taten, machten die Besetzer dies „an deren Stelle“ und ernannten Hubarjew zum „Volksgouverneur“. Dabei wurde Hubarjew als Gegenspieler von Serhij Taruta gesehen, den die Kiewer Zentralregierung kurz zuvor zum Gouverneur der Oblast bestimmt hatte. Am 6. März wurde das Gebäude zurückerobert, und Hubarjew wurde verhaftet. Ihm drohten bis zu zehn Jahren Gefängnis. Er wurde nach Kiew gebracht, wo er zwei Monate in Untersuchungshaft verbrachte. Seine Freilassung wurde zur Hauptforderung der prorussischen Bewegung in der Region. Am 7. Mai wurde Hubarjew im Austausch mit drei entführten Offizieren des ukrainischen Inlandsgeheimdienstes SBU, die in Slowjansk festgehalten wurden,  freigelassen.
Hubarjew profilierte sich schnell als Wortführer bei kremltreuen Protesten und hatte viele Anhänger. Sein Aufstieg sei „überraschend“ gewesen. „Er repräsentierte keine Gruppe und sein Auftauchen als Organisator von Massenprotesten war total unerwartet“, sagte Donezks stellvertretender Bürgermeister Serhij Bogatschew. Inzwischen ist Hubarjew Vorsitzender der Partei „Neurussland“ (Partija Noworossija/PN), die am 13. Mai von Waleri Korowin, Alexander Prochanow und Alexander Dugin gegründet wurde.
Am 25. Juli 2014 wurde er zusammen mit seiner Frau Kateryna Hubarjewa im Zusammenhang mit der russischen Politik zur Ukraine auf die Sanktionsliste der Europäischen Union gesetzt.
In der Nacht vom 12. auf den 13. Oktober 2014 wurde Hubarjew auf einer Fahrt vom russischen Rostow am Don nach Donezk verletzt, nachdem sein Fahrzeug in der umkämpften Oblast Donezk unter Beschuss geriet. Er lag in einem Krankenhaus in Rostow am Don mindestens einen Tag im Koma.
Eine Wahlkommission hatte ihn einen Tag zuvor von den Wahlen im November 2014 in den neuproklamierten Volksrepubliken ausgeschlossen, da seine Partei nicht ordnungsgemäß gegründet worden sei.

### Nach 2014
Im Januar 2015 wurde Hubarjew von einer Gruppe Tschetschenen entführt, aber kurze Zeit später freigelassen. Hintergrund waren Hubarjews angebliche Äußerungen über Ramsan Kadyrow, dem Hubarjew vorwarf, den Anschlag auf Charlie Hebdo in Paris organisiert zu haben.
Am 28. Januar 2016 wurde Hubarjew per Dekret von Alexander Wladimirowitsch Sachartschanko, dem Anführer der selbsterklärten Volksrepublik Donezk, zum Bürgermeister der Stadt Jassynuwata ernannt. Diesen Posten hatte er jedoch weniger als zwei Monate inne.
Im Jahr 2016 veröffentlichte er ein Buch, in dem er die Mitgliedschaft in der RNE feierte und bezeichnete sich selbst als imperial gesinnten Menschen, der für die Einheit der russischen Zivilisation kämpft.
Hubarjew verlor 2018 einen Machtkampf mit Denis Puschilin, dessen Anhänger, nachdem Hubarjews Frau kurzzeitig verhaftet und so von einer wichtigen Versammlung, auf der sie auf dem ersten Platz der Kandidatenliste aufgestellt werden sollte, ausgeschlossen worden war, seine Bewegung übernahmen.
Von den Wahlen 2018 wurde Hubarjew von der Wahlkommission mit der Begründung ausgeschlossen, er hätte nicht genug gültige Unterschriften von Unterstützern gesammelt.
Im Verlauf des Russischen Überfalls auf die Ukraine 2022 erklärte Hubarew, die Ukrainer seien Russen, die besessen seien: „Wir kommen nicht, um Sie zu töten, sondern um Sie zu überzeugen. Aber wenn Sie nicht wollen, dass wir Sie überzeugen, bringen wir Sie um. Wir töten so viele wie nötig: 1 Million, 5 Millionen oder vernichten euch alle“.

## Privates
Hubarjew ist ein Amateurboxer. Er ist mit Kateryna Hubarjewa verheiratet und Vater dreier Kinder.
Im Internet publiziert er laut Vice „russisch-imperialistische Tiraden“. Hubarjew gilt als ein Anhänger des Panslawismus.